# Cuthona pumilio
Cuthona pumilio is een slakkensoort uit de familie van de Cuthonidae. De wetenschappelijke naam van de soort is voor het eerst geldig gepubliceerd in 1871 door Bergh.